# Чегдомын
Чегдомы́н — рабочий посёлок, административный центр (районный центр) Верхнебуреинского района Хабаровского края России.
Распоряжением Правительства Российской Федерации от 29 июля 2014 года, № 1398-р (ред. от 13.5.2016) «Об утверждении перечня моногородов», включён в список моногородов Российской Федерации с наиболее сложным социально-экономическим положением.

## География

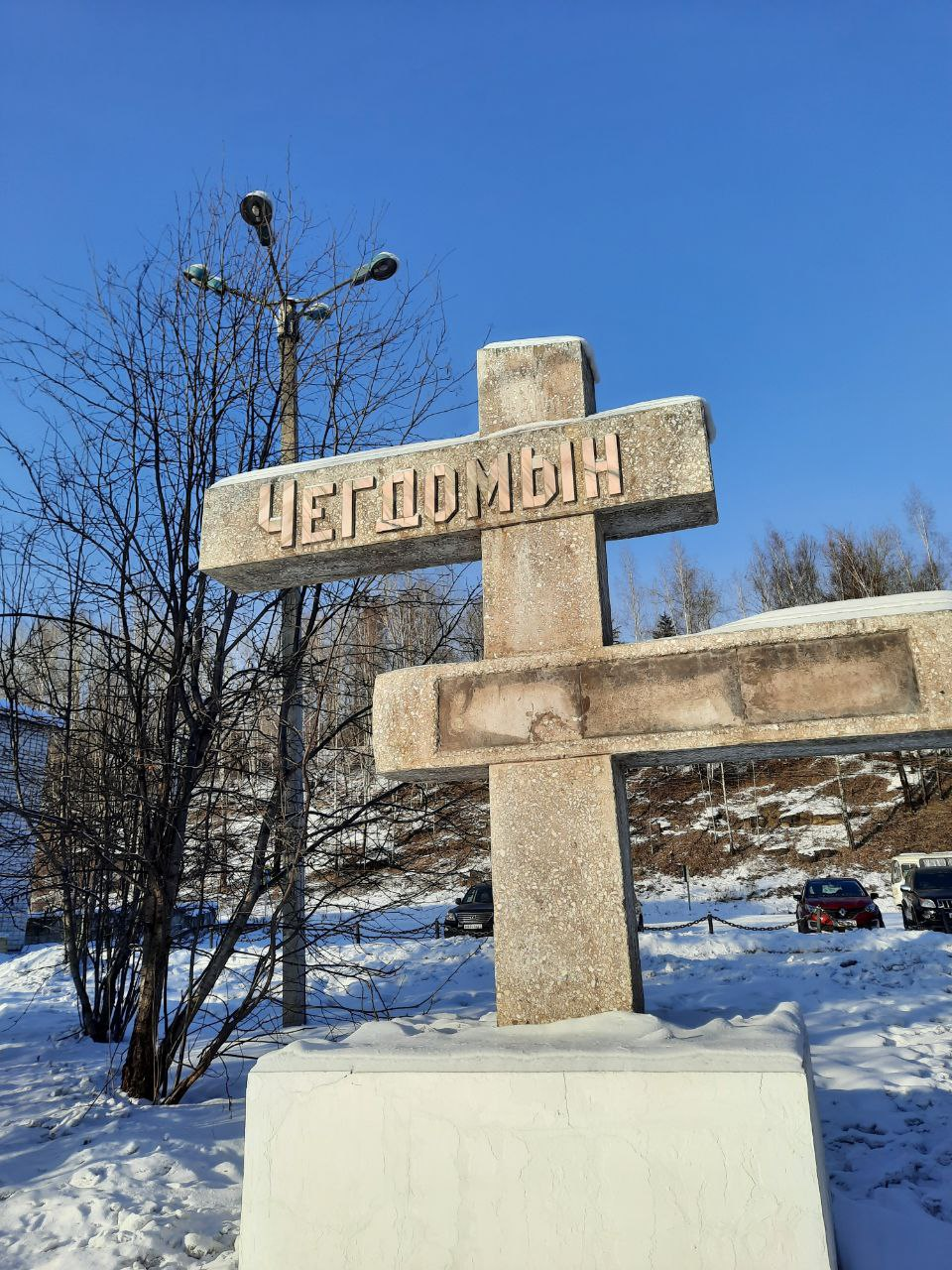
Въезд в посёлок

Посёлок расположен на левом притоке Ургала реке Чегдомын (от эвенк. дягла му — «сосновая вода»), в 630 километрах северо-западнее Хабаровска, в 300 километрах к западу от Комсомольска-на-Амуре.
В посёлке — железнодорожная станция Чегдомын ДВЖД. Находится на отдельной ветке в 17 километрах от станции Ургал I (на главном ходе Байкало-Амурской магистрали). Курсирует поезд Чегдомын — Хабаровск.
Климат
Климат умеренный муссонный с бесснежной морозной зимой и тёплым влажным летом. Средняя температура января −30°С, июля +20°С. Осадков выпадает в среднем 680 мм в год.
| Показатель                                | Янв.  | Фев.  | Март  | Апр.  | Май  | Июнь  | Июль | Авг.  | Сен. | Окт.  | Нояб. | Дек.  | Год   |
| ----------------------------------------- | ----- | ----- | ----- | ----- | ---- | ----- | ---- | ----- | ---- | ----- | ----- | ----- | ----- |
| Абсолютный максимум, °C                   | 0,7   | 2,0   | 18,0  | 27,9  | 32,0 | 40,9  | 38,0 | 34,3  | 30,7 | 23,4  | 10,7  | 1,3   | 40,9  |
| Средний суточный максимум, °C             | −24   | −15,2 | −3,9  | 7,5   | 16,6 | 23,7  | 25,9 | 22,9  | 16,2 | 5,8   | −10,2 | −21,4 | 4,9   |
| Средняя температура, °C                   | −29,7 | −22,5 | −10,8 | 2,8   | 11,0 | 17,4  | 20,3 | 18,6  | 10,5 | 1,5   | −15,9 | −26,8 | −2    |
| Средний суточный минимум, °C              | −33,7 | −28,2 | −17,5 | −3,4  | 3,9  | 10,0  | 13,7 | 11,3  | 5,2  | −5,6  | −20,3 | −30,8 | −6,7  |
| Абсолютный минимум, °C                    | −46,1 | −46   | −33,9 | −23,5 | −8,5 | 0,4   | 2,8  | 1,0   | −7,8 | −19,6 | −38,2 | −45   | −46,1 |
| Норма осадков, мм                         | 5,9   | 5,3   | 9,8   | 30,8  | 60,4 | 105,1 | 150  | 155,1 | 90,5 | 31,1  | 17,3  | 10,1  | 674,5 |
| Источник: Thermo Karelia.Ru World Weather |       |       |       |       |      |       |      |       |      |       |       |       |       |

## История
Посёлок развивался одновременно со строительством шахт. Первый палаточный жилой массив на сопке был на улице Пионерской. В палатках размещалось по 5—10 семей. Посёлок разделился на две части — верхний и нижний. Верхний до 1960-х годов назывался Стройгородком.

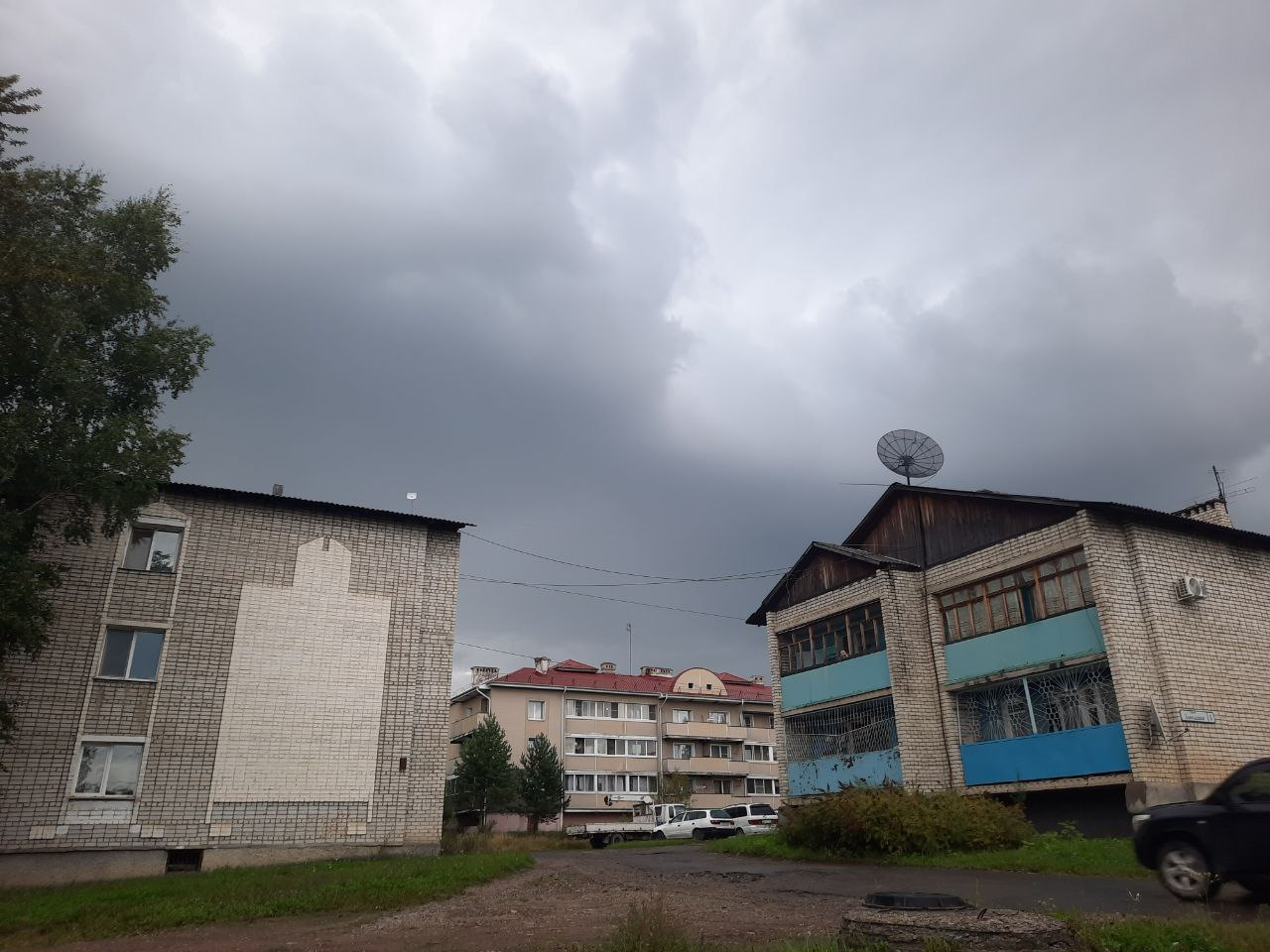
Многоквартирные дома

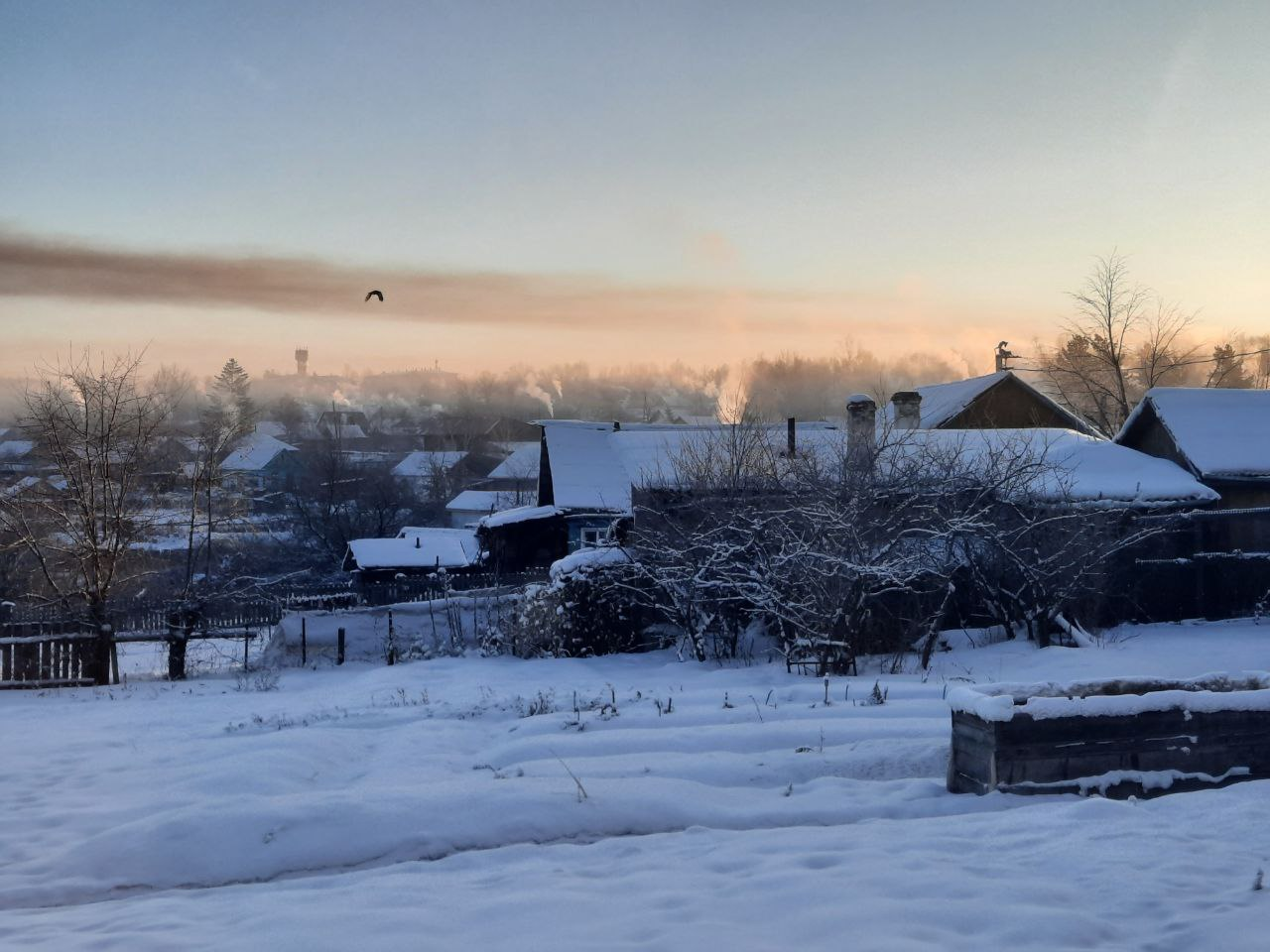
Малоэтажная жилая застройка

Хронология важнейших событий в истории посёлка
- Начало добычи угля — в 1941 году.
- Статус посёлка городского типа — с 1949 года. В этом же году был образована Чегдомынский поселковый Совет народных депутатов, его первым председателем стал Гаврил Филиппович Истомин.
- Статус районного центра — с 1954 года.
- Запуск Ургальского кирпичного завода — в 1955 году.
- Открытие кинотеатра «Ургал» — в 1955 году.
- Начало работы местного телевидения — с 1967 года.
- Открытие Районного Дома культуры — в 1973 году.
- Ввод телевизионной станции «Орбита», в связи с чем появилась возможность просмотра передач Центрального телевидения — в 1976 году.

## Население
| 1959    | 1970    | 1979    | 1989    | 1992    | 2000    | 2002    |
| ------- | ------- | ------- | ------- | ------- | ------- | ------- |
| 9159    | ↗16 499 | ↗19 102 | ↗20 347 | ↗20 800 | ↘18 800 | ↘15 303 |
| 2009    | 2010    | 2011    | 2012    | 2013    | 2014    | 2015    |
| ↘14 259 | ↘13 048 | ↘13 019 | ↘12 725 | ↘12 580 | ↘12 435 | ↘12 334 |
| 2016    | 2017    | 2018    | 2019    | 2020    | 2021    | 2023    |
| ↘12 234 | ↘12 170 | ↘11 960 | ↘11 750 | ↘11 652 | ↗11 895 | ↘11 726 |
| 2024    | 2025    |         |         |         |         |         |
| ↘11 522 | ↘11 397 |         |         |         |         |         |

## Экономика
Градообразующее предприятие — угледобывающие шахты, обогатительная фабрика, принадлежащие компании СУЭК.
Лесозавод АО «Скимен» (производит брус, доску).
Лесозаготовительные предприятия.

## Транспорт

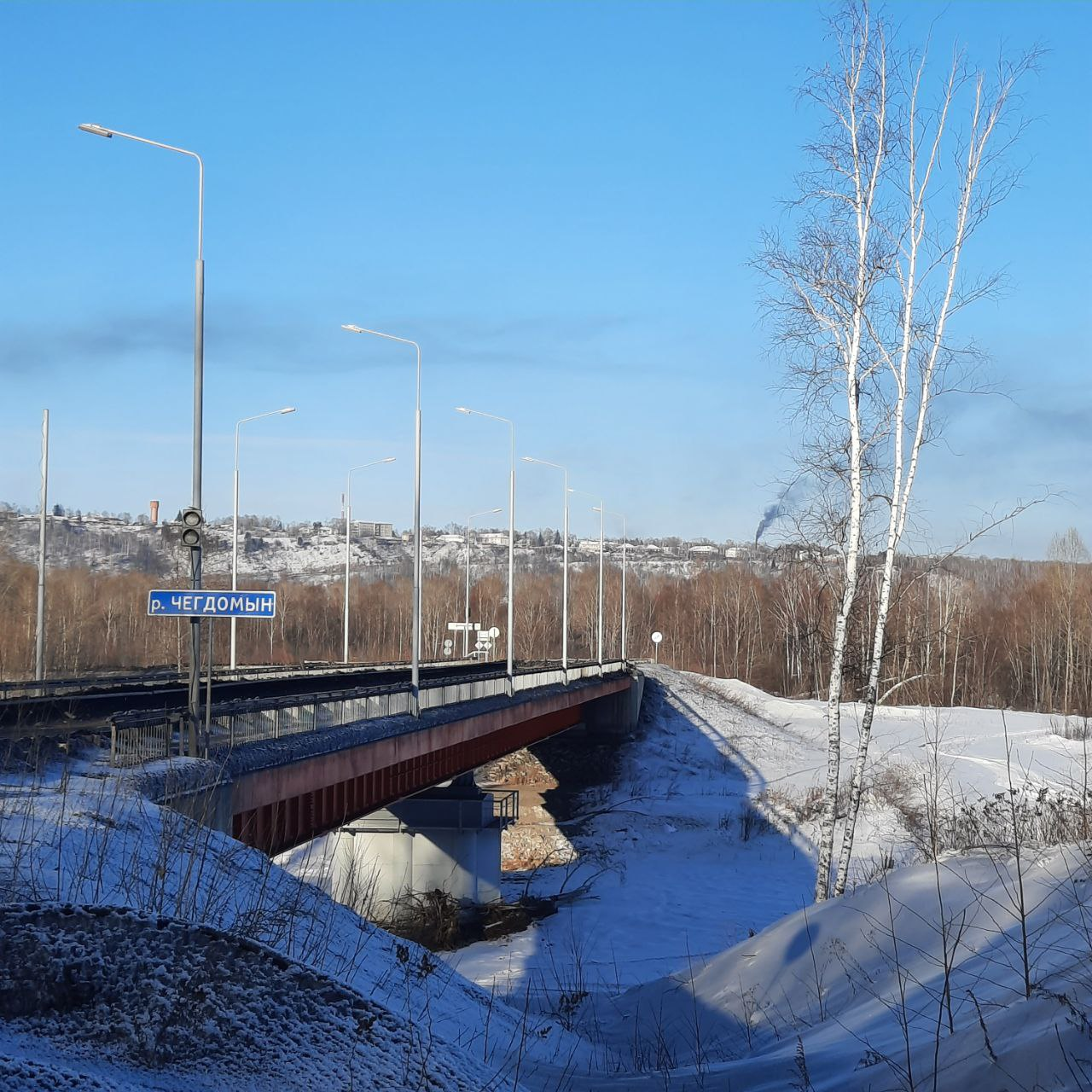
Автомобильный мост через реку Чегдомын

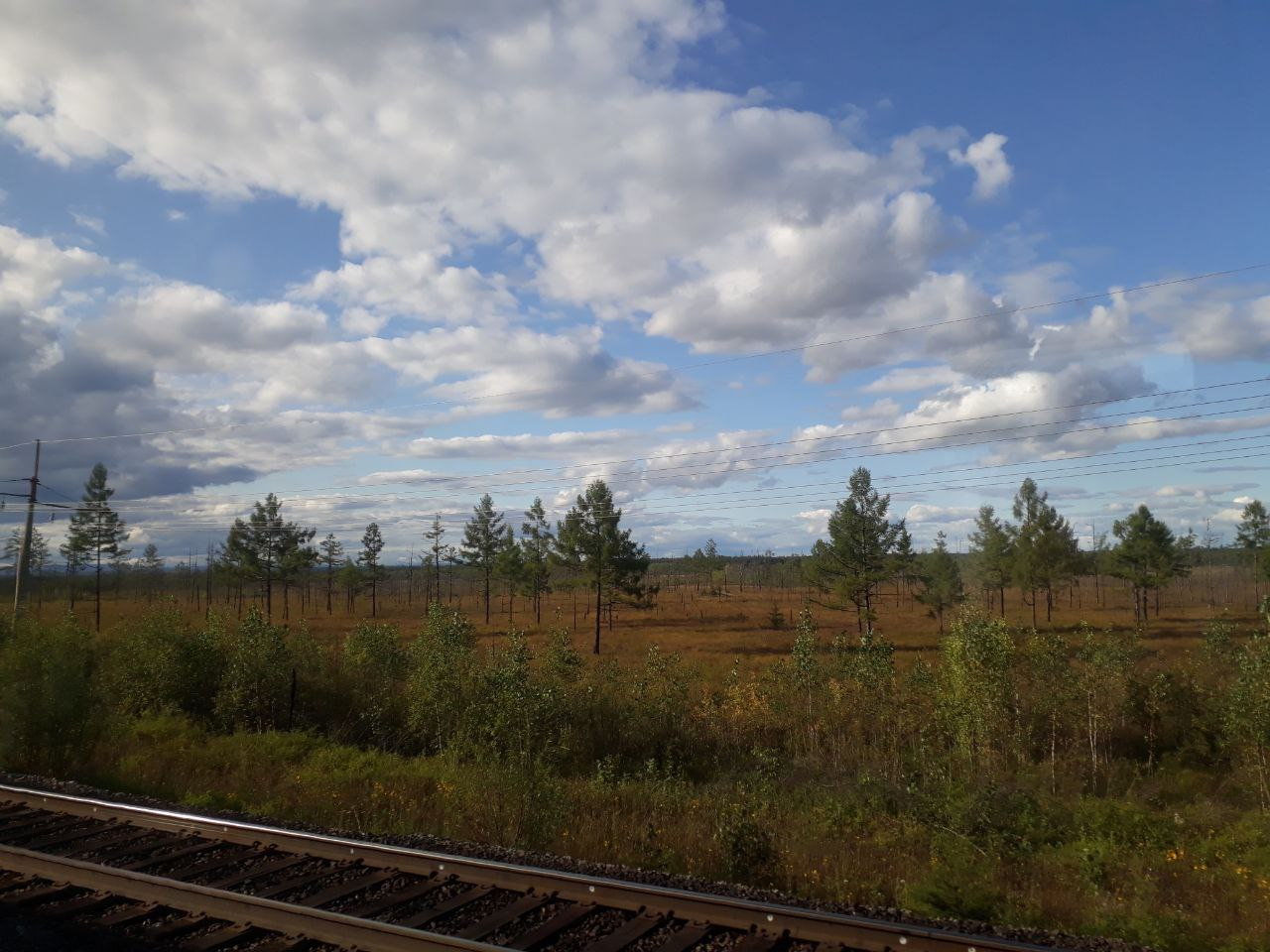
Железная дорога у посёлка

Имеется железнодорожная станция Дальневосточной железной дороги (сооружена при прокладке Байкало-Амурской магистрали). Железнодорожное сообщение с Хабаровском. Железнодорожное сообщение с Комсомольском-на-Амуре, Тындой только от близлежащей станции Новый Ургал.

## Религиозные организации
В Чегдомыне есть Православный приход в честь святых Новомучеников и Исповедников Церкви Русской. Расположен недалеко от центра посёлка, на краю обрыва, откуда открывается вид на Буреинскую долину. Приход был зарегистрирован в 1995 году. По благословению епископа Хабаровского Иннокентия (Васильева) был посвящён Новомученикам и исповедникам Церкви Русской, многие из которых приняли мученическую кончину в таких же лагерях, как и те, что окружали Чегдомын. 
Открыт Приход был на Троицу в 1995 году, первым священником  стал  иерей Олег Киреев, в настоящее время  он настоятель Прихода Святой Троицы в поселке Новый Ургал. С того времени в  п. Чегдомын регулярно стали совершаться богослужения: Божественные Литургии, Таинства Крещения и Покаяния.
Первоначально храм располагался в здании РДК, где для православной общины была отведена отдельная комната, затем  было выделено здание по ул. Центральная. Однако Приходу нужен был настоящий храм,  вместе с переходом на новое место, начались работы  по строительству нового деревянного храма.  Храм строился силами всех жителей нашего поселка, и  19 июня 2007 года новое здание было освящено архиепископом  Хабаровским и Приамурским Марком (Тужиковым).
Настоятели Прихода: 
- иерей Игорь Киселев
- иерей Константин Кошлачев (2002-2006)
- игумен Феодор (Рулев) (2006-2007)
- иерей Владимир Кулагин (2006-2014).
- иерей Максим Волосевич 2014.

При храме построено новое здание Причтового дома, в котором располагается Воскресная школа. Открытие состоялось 26 сентября 2021 года.

## Культура

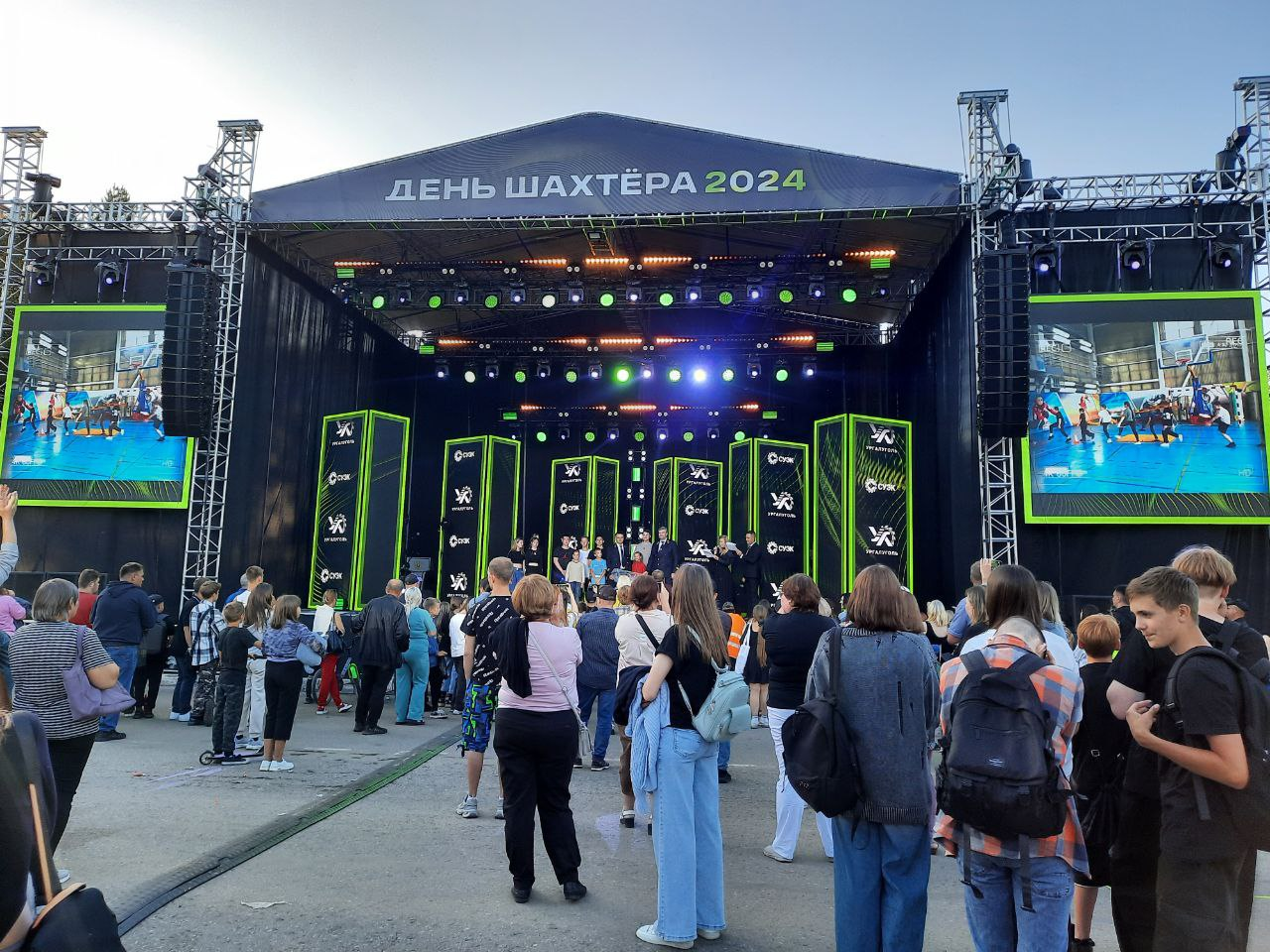
День шахтёра, 2024 год

МБУ «Верхнебуреинская межпоселенческая ЦБС» включает в себя 18 библиотек, расположенных на территории всего района. Верхнебуреинская центральная библиотека была основана в 1945 году в посёлке Средний Ургал. В 1955 году райцентр и библиотека были перенесены в посёлок Чегдомын. По словам В. И. Горбулиной, сначала библиотеку разместили в здании районного Дома культуры на втором этаже, затем в здании гостиницы, в кинотеатре «Ургал» и лишь позже — в отдельном помещении.
Участвуя в краевом этапе VIII Всероссийского конкурса педагогов дополнительного образования «Сердце отдаю детям», педагог ЦРТДиЮ Е. В. Андросюк стала дипломантом конкурса, была награждена дипломом II степени и денежной премией.
Творческие коллективы Центра развития творчества детей и юношества вокальная студия «Свирель» (руководитель О. В. Полякова) и хореографическая студия «Фантазия» (руководитель Т. В. Рыбьякова) в 2009 году получили звание «Образцовый детский коллектив». В международном фестивале культуры и искусства «Зимняя сказка» (г. Харбин, КНР) хореографическая студия «Фантазия» Центра развития творчества детей и юношества получила диплом лауреата за развитие культурных связей между Россией и Китаем.
На территории городского поселения «Рабочий посёлок Чегдомын» действуют 9 учреждений, в том числе 3 клубного типа, 3 библиотеки, музей, ДШИ, кинотеатр «Ургал». Центральная библиотека, МММОКПУ (РДК), музей, МУ «Киновидеосеть» имеют статус межпоселенческих.
ДШИ п. Чегдомын в 2007, 2008 годах становилась победителем среди сельских школ искусств края, кинотеатр «Ургал» занял 1-е место в номинации «Лучший кинотеатр края» в 2007 году и в номинации «Лучший кинозал» в 2008 году, краеведческий музей посёлка Чегдомын занял 2-е место в номинации «Лучший муниципальный музей года» в 2007 году.
Традиционно проводятся районные фестивали «Верхнебуреинские узоры», «Салют Победы», «Солдатской песни», «Эх, частушечка!». В июле 2008 года в посёлке Чегдомын состоялся краевой фестиваль-эстафета фольклорных и обрядовых праздников «Бубен дружбы», гостями которого стали более 100 участников творческих коллективов Хабаровского края и Якутии.
В мае 2009 года присвоено звание «Народный коллектив любительского художественного творчества» ансамблю русской песни «Вдохновение» и ансамблю русской народной песни «Росинка».
В 1965 году А. Панарин и В. Уперов организовали первую телевещательную станцию. Впоследствии на окраине Чегдомына был построен большой комплекс «Орбита».
В посёлке имеется краеведческий музей. В музее имеются следующие экспозиции: «Природа района, полезные ископаемые», «Эвенки — коренные жители района», «Освоение района: конец 19 — начало 20 веков», «История открытия Буреинского угольного бассейна», «Строительство Ургальской шахты в годы Великой Отечественной войны», «История строительства Байкало-Амурской магистрали».
Кинотеатр «Ургал» был открыт в 1958 году.

## Достопримечательности
Памятник героям Великой Отечественной войны «Последняя атака» расположен на площади Славы. Памятник сооружен по предложению комсомола и ветеранов Великой Отечественной войны в год 30-летия Победы и открыт 9 мая 1975 года. Мемориальный комплекс, в центре которого находится скульптура солдата, бегущего в бой, называется «Последняя атака». Он увековечивает память воинов Верхнебуреинского района, погибших в Великой Отечественной войне. Автор мемориального комплекса Ю. А. Кукуев, исполнители — скульптурный цех города Хабаровска.
Мемориал включает:
1. Фигуру воина Великой Отечественной войны на постаменте.
2. Памятную стелу.
3. Стелу или стену, где указаны все фамилии погибших в Великой Отечественной войне верхнебуреинцев.
4. Мемориальный огонь, который зажигается в День Победы[29].

Памятник шахтёрам, расположенный на пл. Блюхера.
Аллея кавалеров почётного ордена Славы.
Смотровая площадка, находящаяся на улице Нагорной, возникла благодаря строительству комплекса подземных гаражей на склоне сопки. Фактически основой смотровой площадки являются крыши этих гаражей.

## Спорт
В посёлке имеется сильная «борцовская школа», воспитанники которой неоднократно становились чемпионами Дальнего востока, Сибири, России.
Также в Чегдомыне находится футбольная школа, которую спонсирует предприятие «Ургалуголь». Команда спортивной школы «Уголёк» неоднократно побеждала в различных соревнованиях.
Имеется тренажёрный зал «Фобос».
В 2019 году был построен бассейн «H2O»

## Галерея

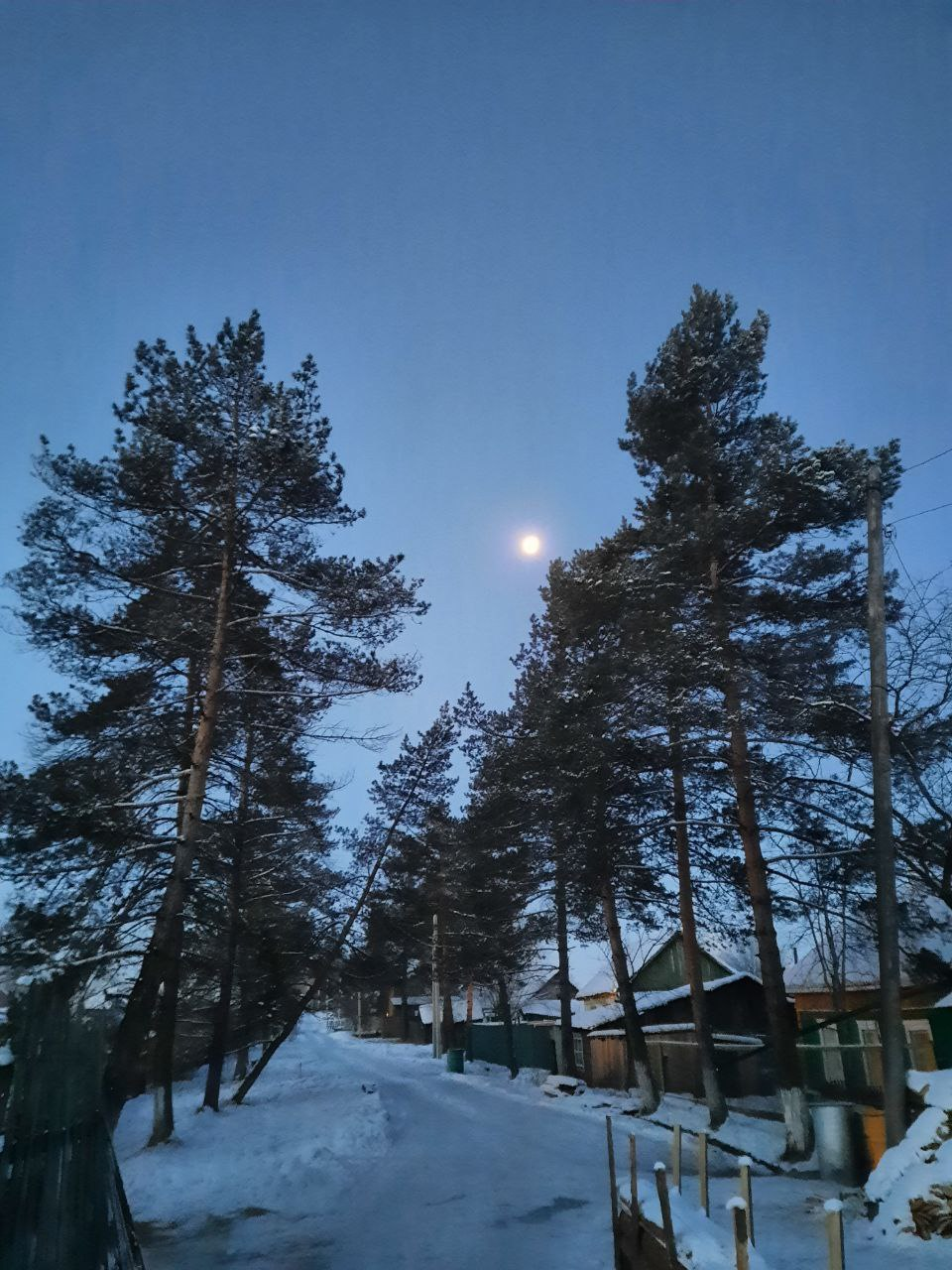
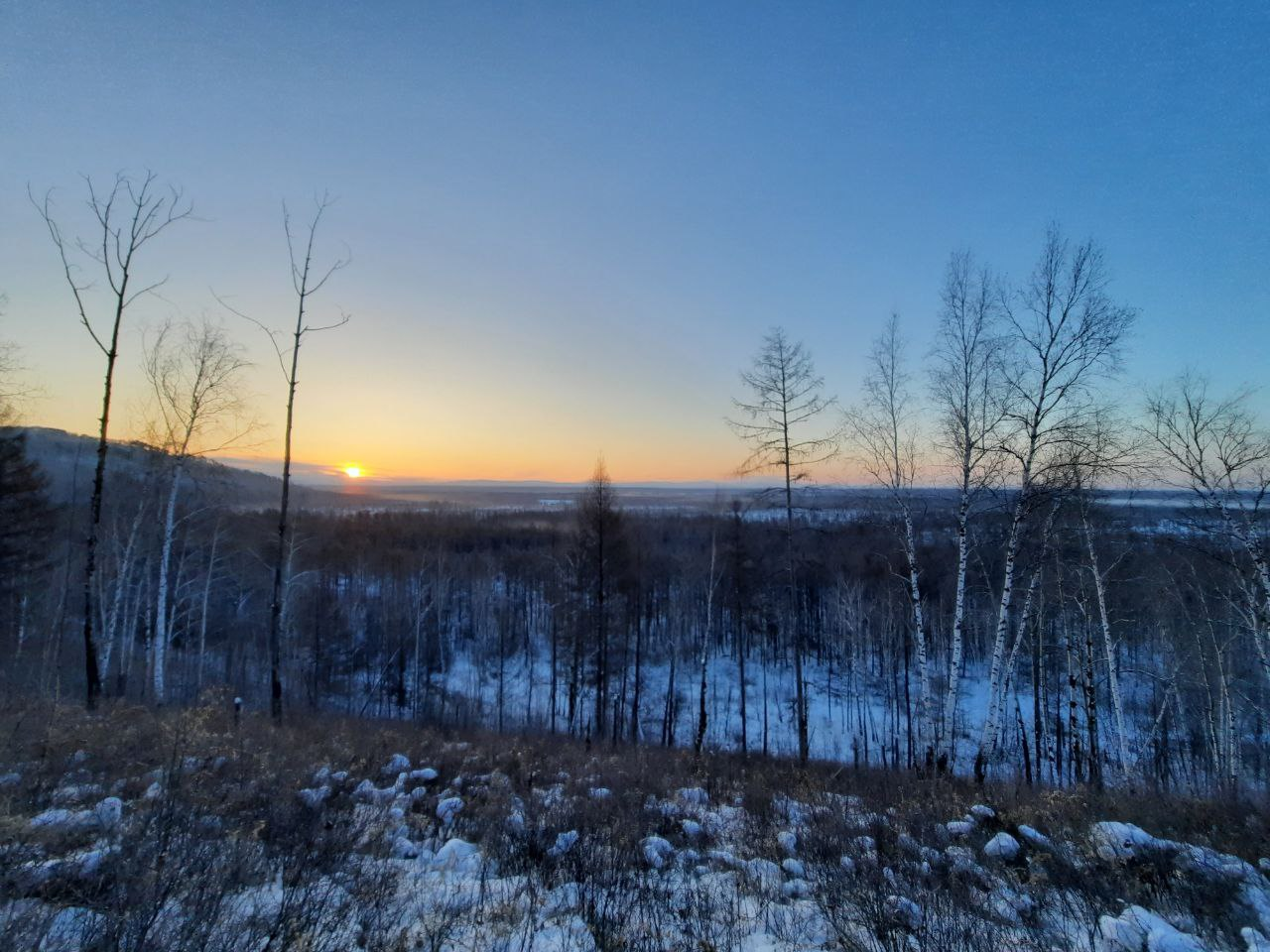
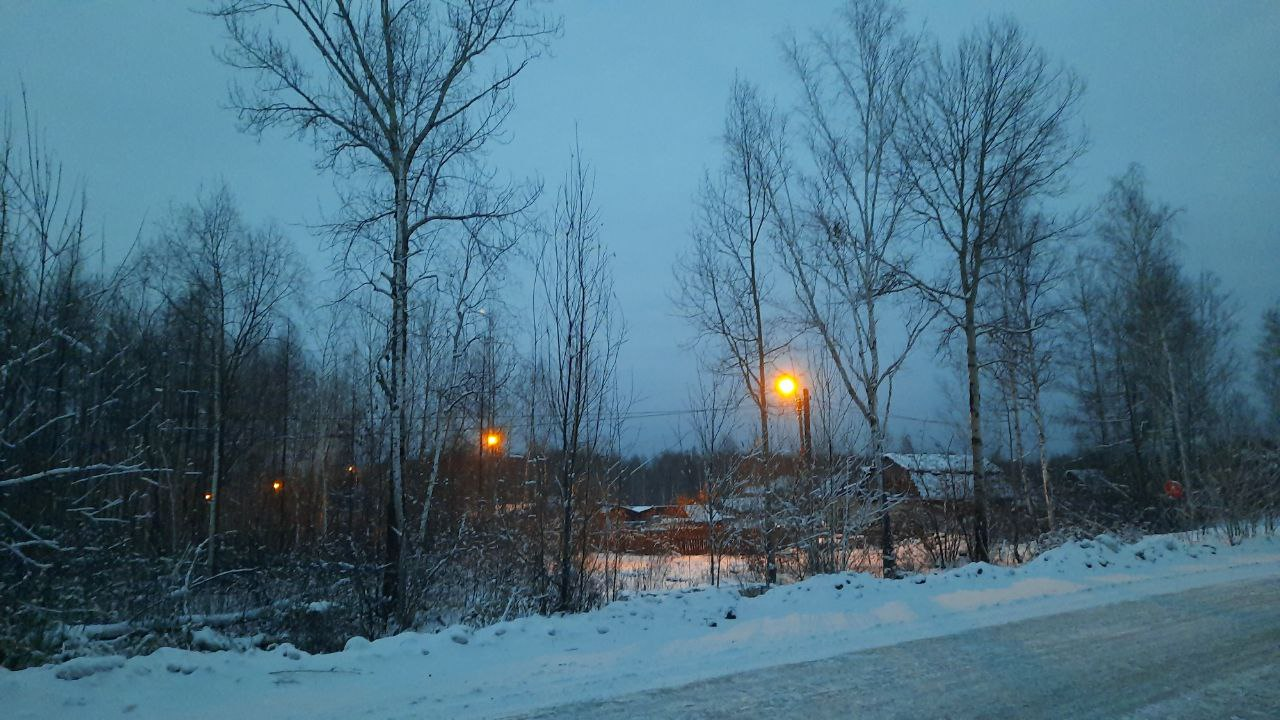
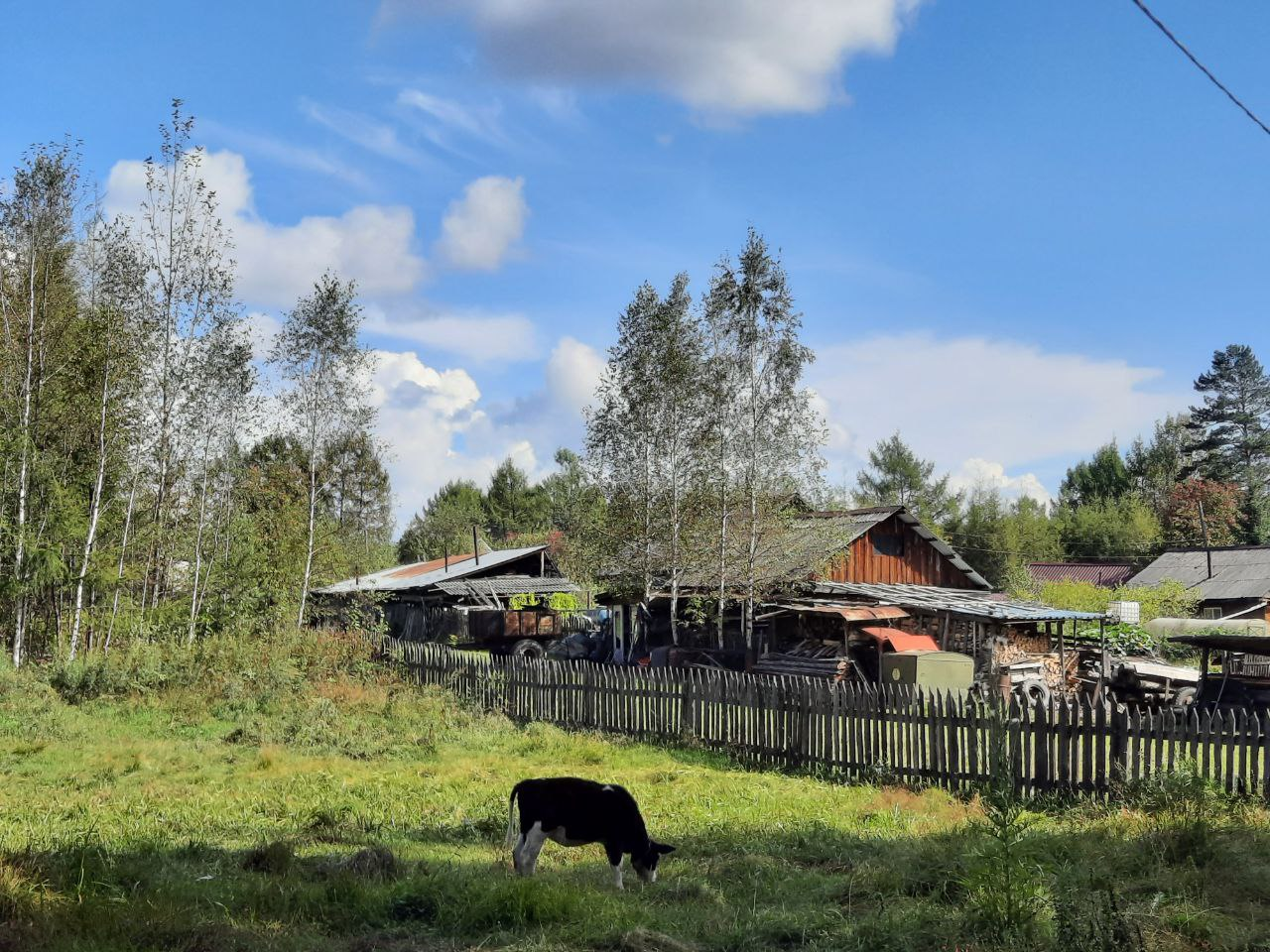
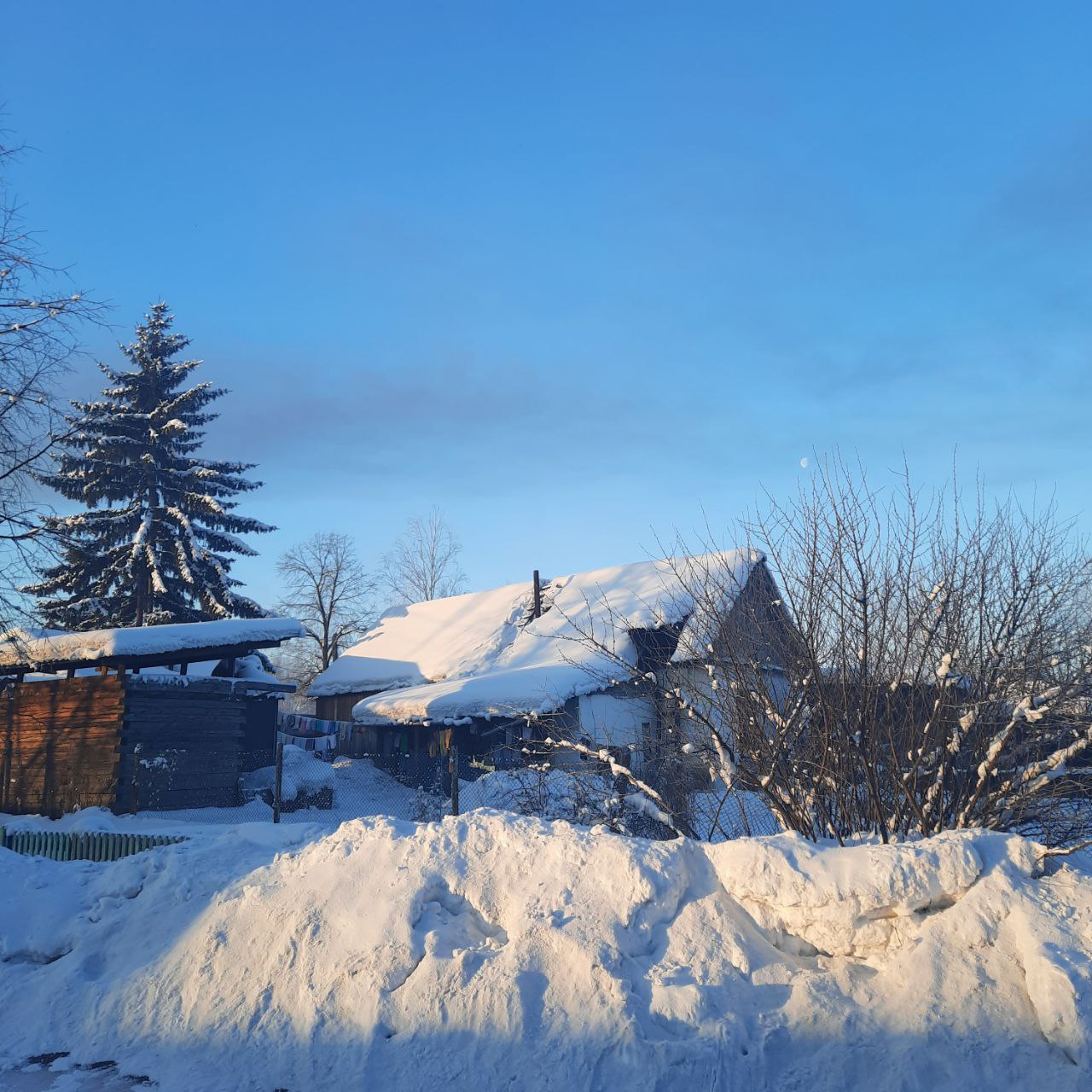
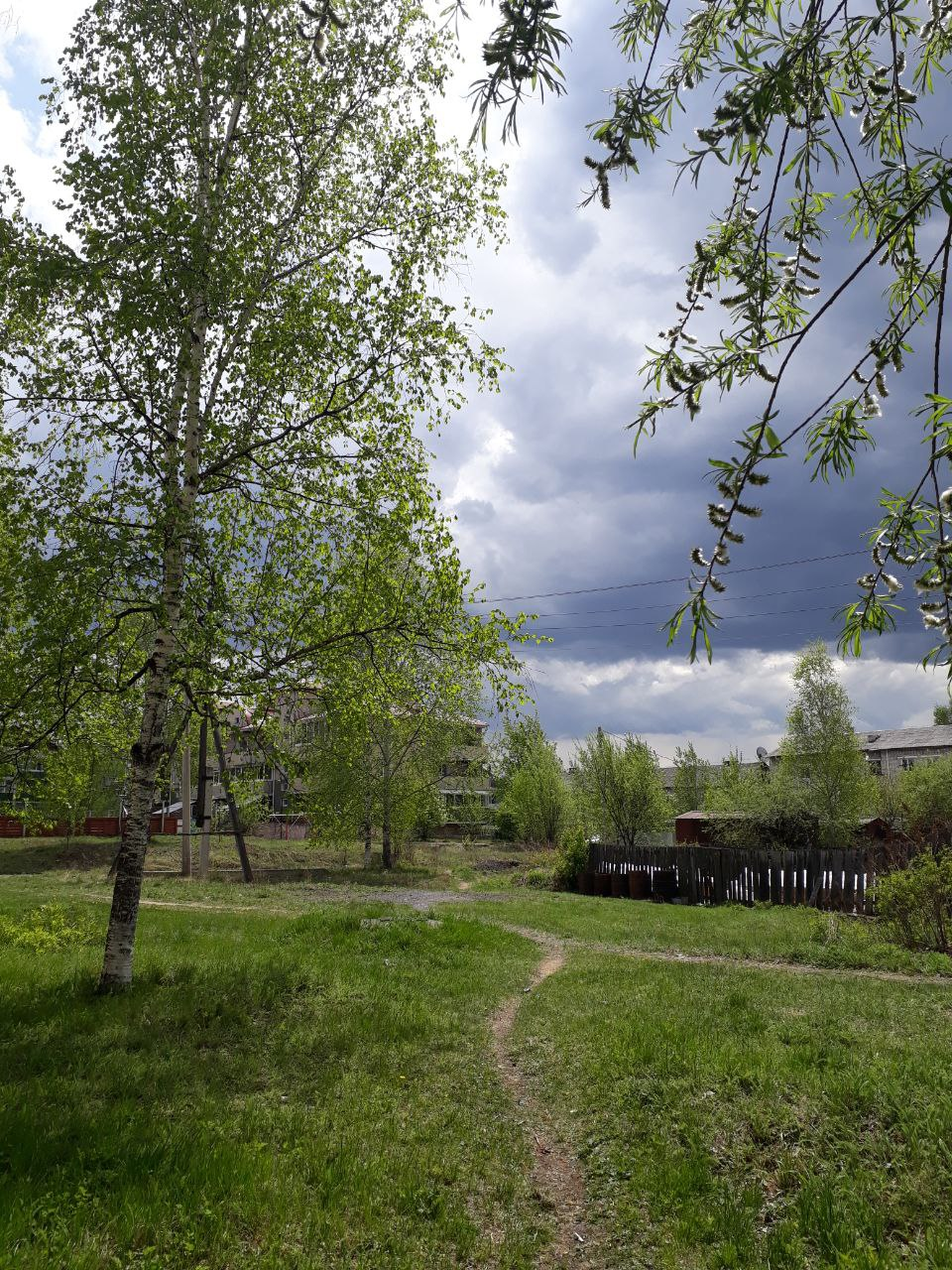
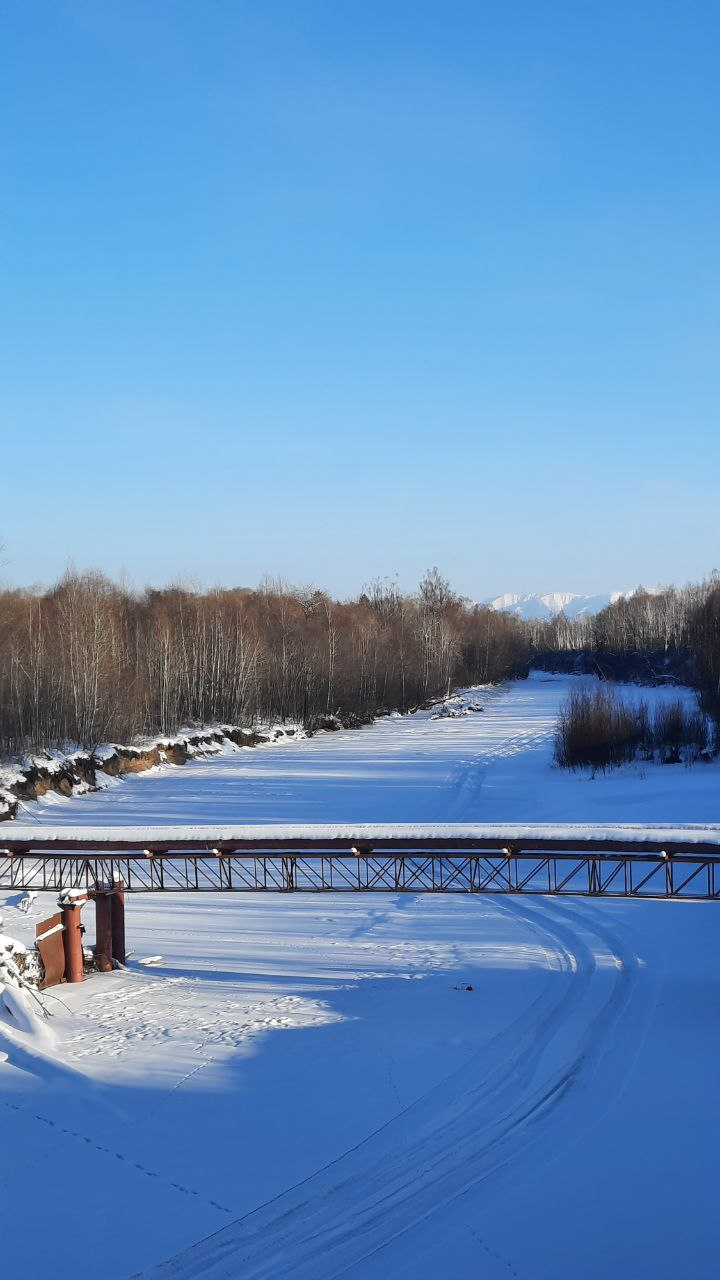
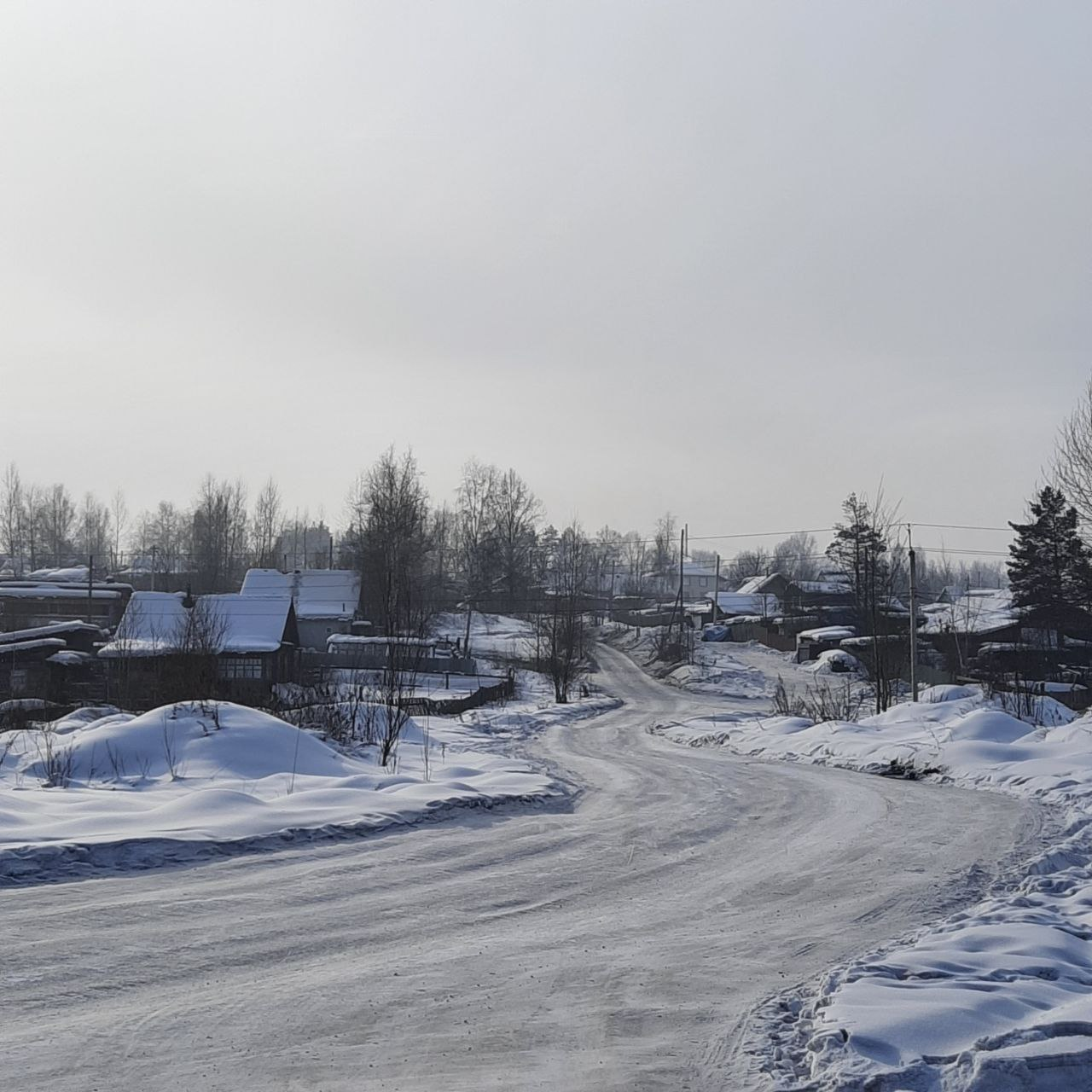
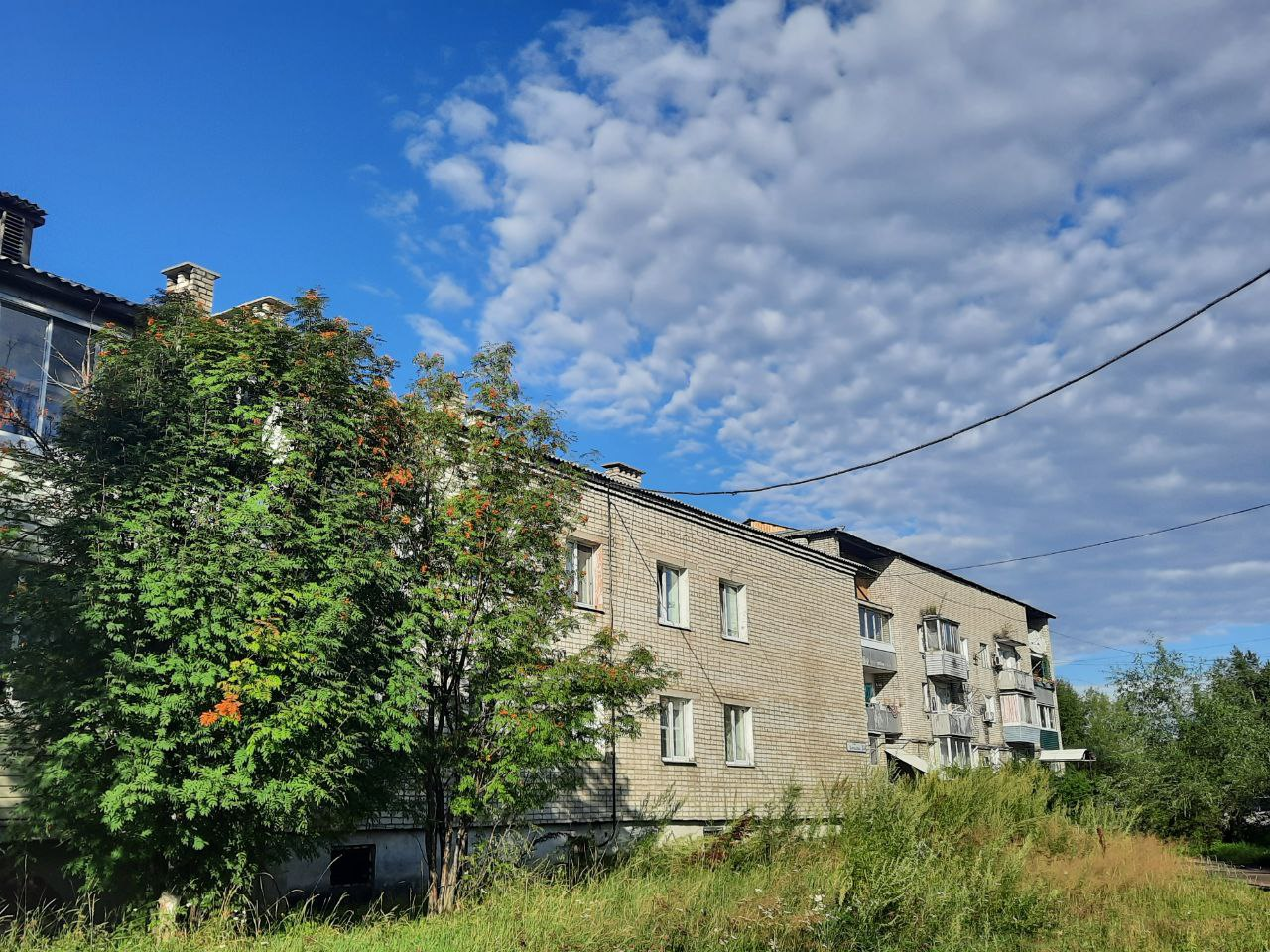
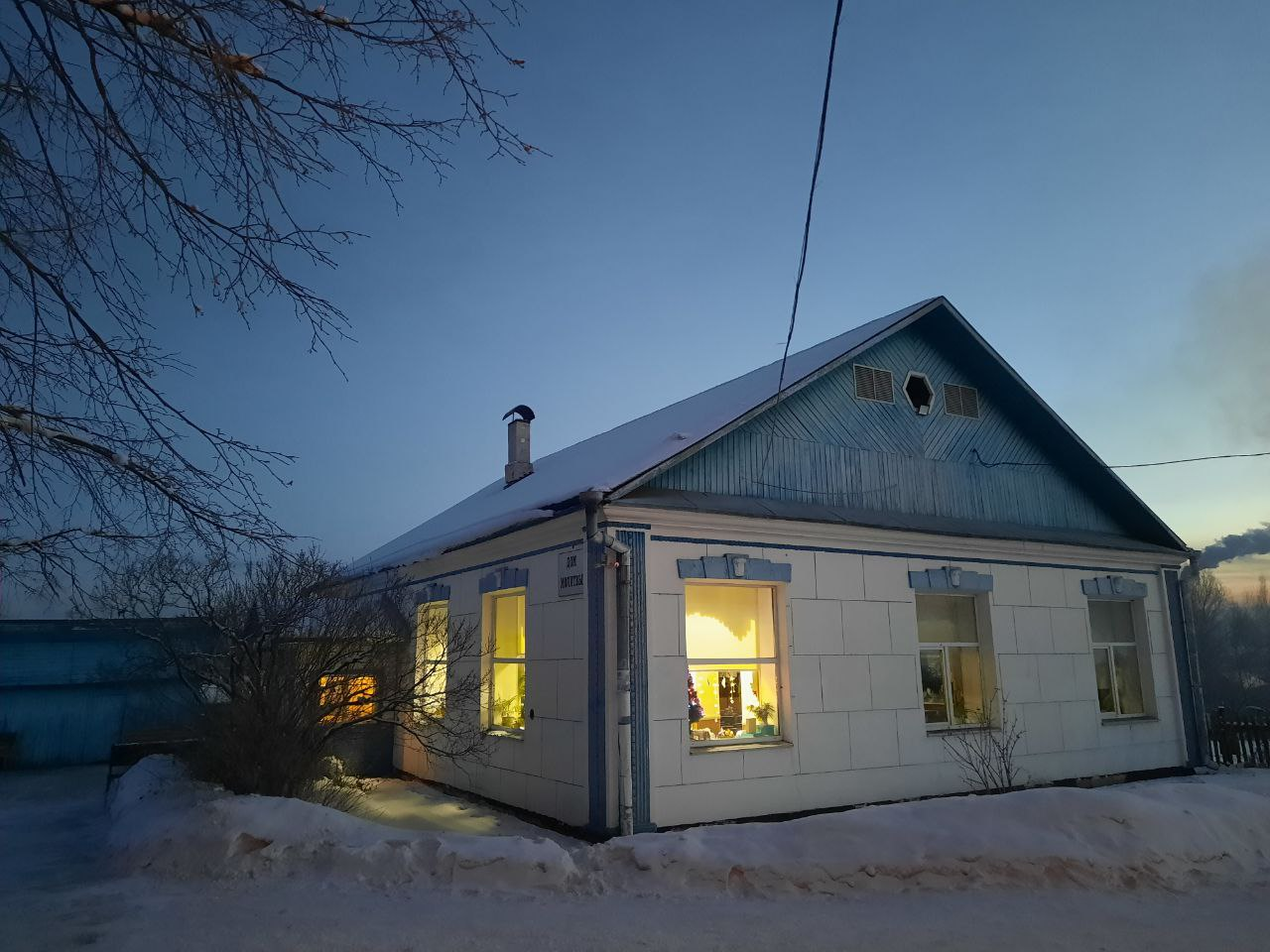
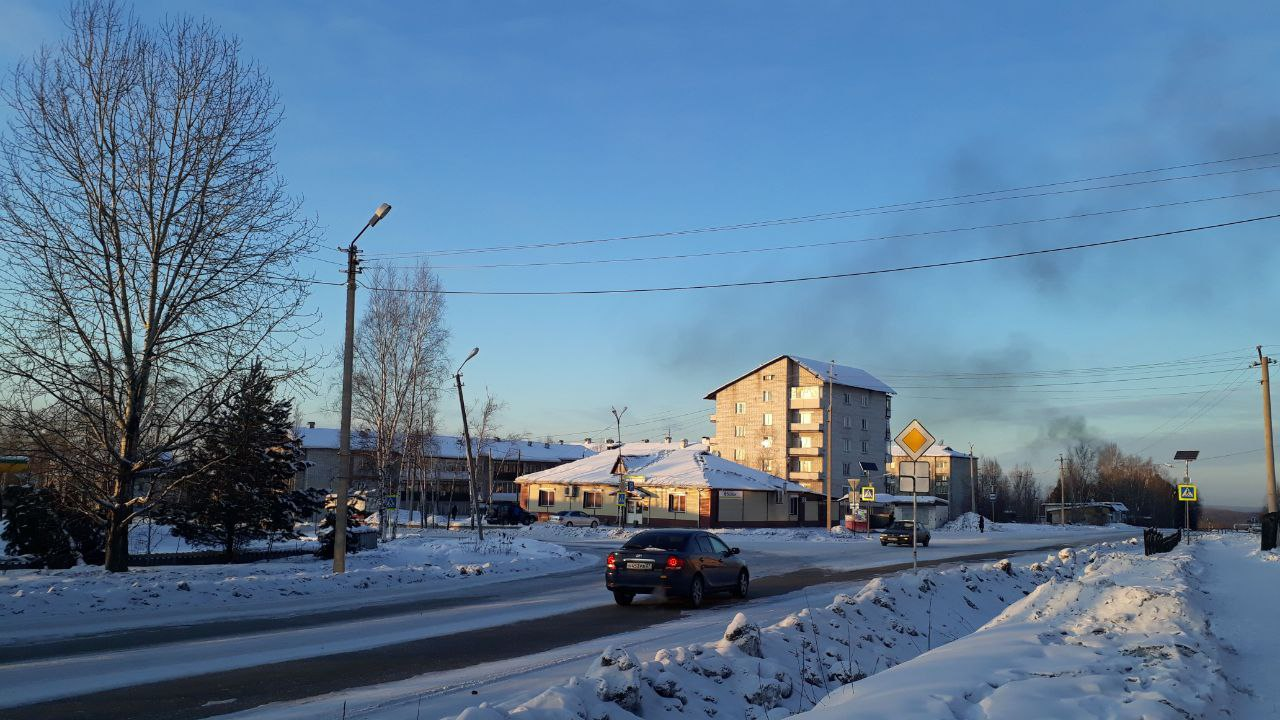
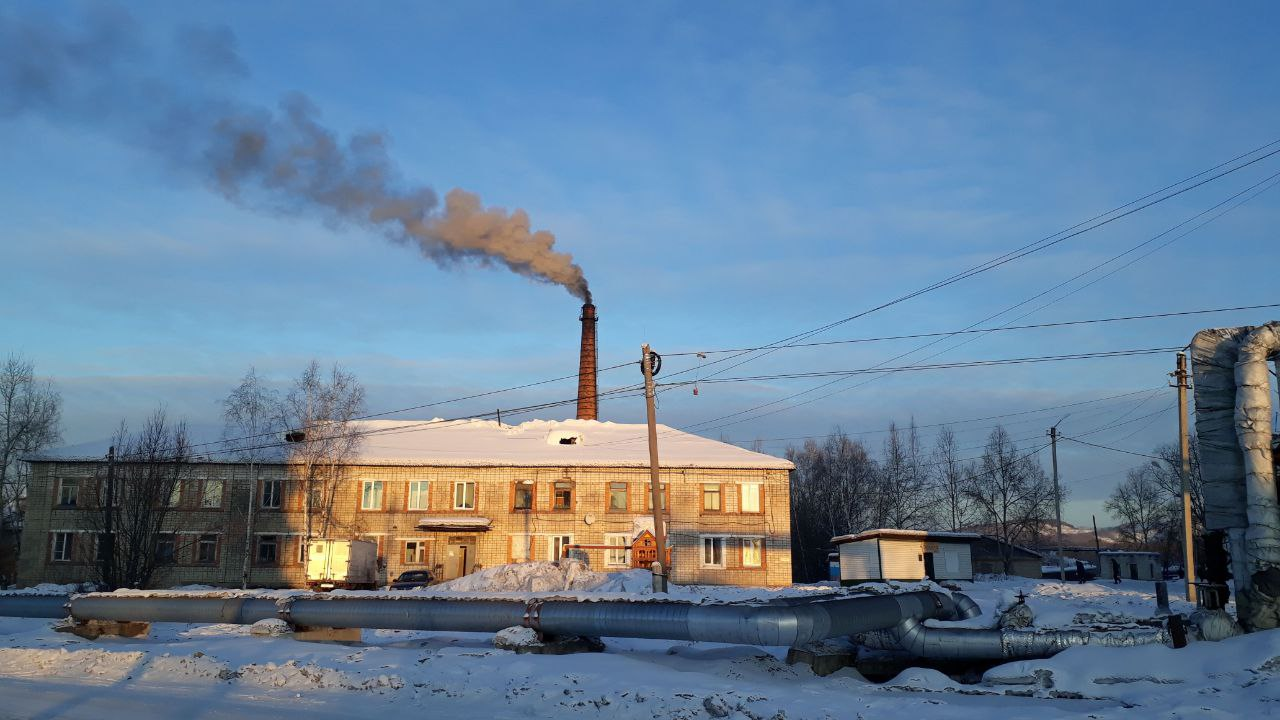
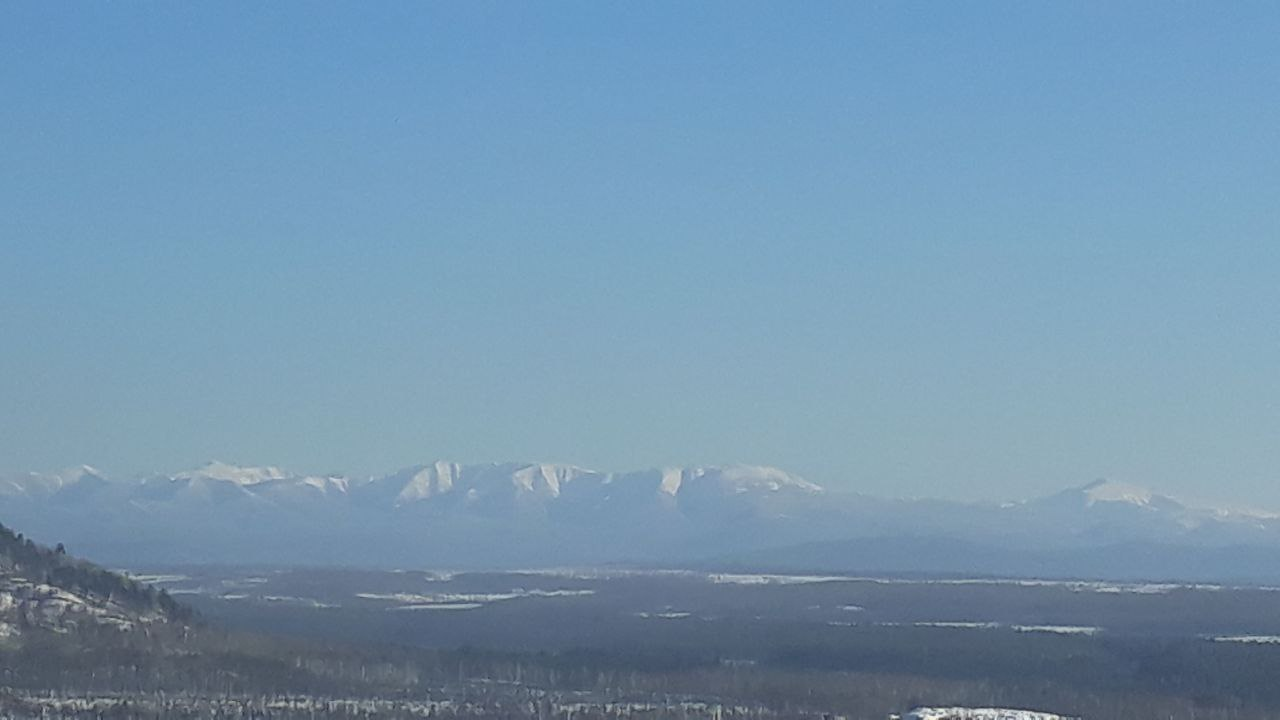